# Read Masters

a Compétitions nationales et continentales officielles uniquement.

b Matchs officiels uniquement.
Dernière mise à jour le 8/02/2017.
Robin Read Masters, né le 19 octobre 1900 à Picton (Nouvelle-Zélande) et mort le 24 août 1967, était un joueur de rugby à XV  qui a joué avec l'équipe de Nouvelle-Zélande. Il évoluait au poste de Deuxième ligne (1,83 m pour  93 kg).  

## Carrière
Il a joué 21 matchs avec la province de Canterbury. Il a disputé son premier test match avec l'équipe de Nouvelle-Zélande  le 1er novembre 1924 contre l'Irlande. Son dernier test match fut contre l'équipe de France,  le 18 janvier 1925. Masters fut sélectionneur national en 1949 puis il présida la fédération néo-zélandaise de rugby en 1955 et 1956.

## Palmarès
- Nombre de test matchs avec les Blacks :  4
- Nombre total de matchs avec les Blacks :  31